# 李沛良
李沛良（英語：Rance Lee Pui Leung）（1943年—），香港社會學家，曾任香港中文大學的崇基學院院長（1994-2004）及伍宜孫書院院長（2011-2017），現任香港中文大學（深圳）思廷書院董事會委員。

## 簡歷
李沛良早年就讀香港大同中學，1961年入讀崇基學院物理系，後轉到社會系，1965畢業於崇基學院社會學系。之後獲系主任黃壽林教授推薦，取獎學金到美國匹茲堡大學深造社會學，並在哈佛大學從事社會精神病學研究，1968年獲匹茲堡大學博士學位。1968年博士畢業後返回香港，在香港中文大學社會學系任教，當時25歲，是系內最年輕及具博士學位的講師。1975年及1980年李氏先後晉升為高級講師及教授，1984年升任社會學講座教授。其時，李氏在中大社會學系內的知名度與金耀基相若。
李氏在香港中文大學任教期間，曾擔任以下的行政工作：社會研究所所長、社會科學院院長、社會學系系主任、教務會體育委員會主席、兼讀學士學位課程主任、亞太研究所管理委員會主席、中國研究服務中心委員會主席、專業進修學院諮詢委員會主席、伍宜孫書院籌備委員會成員及中文大學大學校董。，
1994年至2004年，李氏出任崇基學院第十任院長，任內推行多項大型計劃，包括成立「學長計劃」、「服務學習計劃」和「崇基校友至善獎學金」。亦致力美化校園環境，翻新宿舍，建橋築徑、興建「未圓湖」及「養德池」等。 。
2007年李氏開始參與伍宜孫書院籌備工件。2011年至2017年出任伍宜孫書院創院院長。

## 學術研究
李氏擅長抽樣調查和社會統計。已出版專書八種及論文百多篇。範圍包括：
- 傳統與現代醫療衛生事務的發展
- 中國人心理衛生的社會文化因素及其應付精神壓力的方法
- 香港及鄰近地區的家庭問題及社會網絡。

在國際學術界，李氏曾經擔任國際社會學之醫療保健社會學研究委員會執行秘書及司庫、亞洲基督教大學聯會執行委員、澳洲格里菲斯大學亞太環境健康與發展研究所國際顧問等職務。
李氏曾參與多項香港醫療衛生及社會服務工作，包括：醫療服務研究委員會、愛滋病信託基金委員會、人類生殖科技管理局、余兆麒醫療基金、社會福利諮詢委員會、*社會工作訓練及人力策劃諮詢委員會、香港青年協會及香港善導會。
李氏亦參與中央政策組、區議會、警察教育與福利基金、監管下釋囚委員會、全國基督教大學同學會、尤德爵士紀念基金理事會、統計諮詢委員會、香港研究資助局，以及浸會大學、嶺南大學、公開大學和樹仁大學等學府的社會科學教研發展計劃。

## 榮譽
- 1992年，獲港督委任為非官守太平紳士（JP）。
- 1997年，獲英女皇頒授英帝國官佐勳章（OBE）。
- 2009年，獲香港中文大學頒授社會學榮休講座教授。[4]
- 2010年，獲香港中文大學頒授榮譽院士。[5]